# Строцци, Тито Веспасиано
Тито Веспасиано Строцци, Тит Веспасиан Строцци (итал. Tito Vespasiano Strozzi; 1424—1505) — итальянский поэт эпохи Ренессанса, живший при дворе правителей Эсте в Ферраре.
Сын Джованни Строцци, изгнанного из Флоренции и ставшего в Ферраре начальником войск герцога Никколо III. Феррарский патриций, воспитывался в традициях ренессансной гуманистической культуры и занимал ряд важных постов в городской магистратуре. Он был официальным сторонником феррарских герцогов, служил губернатором Ровиго и Полесине (1473-84), затем был членом совета Двенадцати Мудрецов (Giudice dei Savi; 1497—1505), где возбудил ненависть народа, обременяя его чрезмерными налогами; эту должность за ним унаследовал его сын Эрколе Строцци. Он был придворным Лионелло д'Эсте, Борсо д'Эсте и Эрколе д'Эсте. Был одним из тех, кто сопровождал Борсо в Рим в марте 1471 года, когда из маркиза тот стал герцогом. Его профильный портрет, написанный Бальдассаре д'Эсте, сохранился в плохом состоянии.
Более важное значение имеют его латинские произведения в русле гуманизма (на латыни) и ряд сонетов на вульгаре. Его литературный стиль сформировался в Вероне под влиянием Гуарино да Верона. Среди его работы было 6 книг «Eroticon», серия элегий, где латинская традиция смыкалась с духом Петрарки. Прекрасная иллюминированая рукопись его стихов с золотыми буквицами и украшенными полями была куплена гуманистом Челио Калканини, другом его сыном Эрколе. Его героическая поэма «Borsiade», восхвалявшая его покровителя Борсо, утеряна; сохранилось лишь ряд фрагментов. Сохранился также ряд эпиграмм и духовных стихов.  Сборник его сочинений был напечатан Альдо Мануцием в 1513 году в Венеции вместе с произведениями его сына под заглавием Strozii poëtae pater et filius.

## Семья
- Его сын Эрколе Строцци, рано умерший поэт, был женат на Барбаре Торелли.
- Его сын Лоренцо был женат на старшей дочери Барбары Торелли по имени Констанца Бентивольо.
- Упоминается также сын по имени Гвидо.
- Его сестра Лючия была матерью знаменитого поэта Маттео Мария Боярдо.
- Его двоюродный брат Тито ди Леонардо Строцци был женат на Алессандре Бенуччи, возлюбленной Ариосто.

## В искусстве
- Выведен в качестве собеседника в книге Angelo Decembrio «De politia litteraria»